# Marta Stróżycka
Marta Stróżycka (ur. 5 sierpnia 1984 w Głogowie) – polska reżyserka i montażystka filmów animowanych, członkini Stowarzyszenia Filmowców Polskich. Zajmuje się tworzeniem filmów i seriali animowanych dla najmłodszych. 
Jest absolwentką Państwowej Wyższej Szkoły Filmowej, Telewizyjnej i Teatralnej w Łodzi. Jej kariera w branży filmowej rozpoczęła się w 2010 roku. Specjalizuje się w reżyserii i montażu filmów animowanych dla dzieci, współpracując z czołowymi polskimi studiami animacji.   

## Filmografia

### Reżyseria
- KAKTUS I MAŁY (2012-2014) – [5 odcinków].
- Pamiętnik Florki (2014-2016) – [3 odcinki].
- Kajko i Kokosz (2021) – [1 odcinek].
- Kicia Kocia (2023) – [reżyser nadzorująca].

## Nagrody i wyróżnienia
- [Festiwal Filmów Szkoły Filmowej w Łodzi "Łodzią po Wiśle" - Wyróżnienie] (2006) – za film Dzieci lubią misie, misie lubią....
- [Tarnowska Nagroda Filmowa - Nagroda Jury Dziecięcego] (2020) – za film Kicia Kocia poznaje strażaka.
- [Ogólnopolski Festiwal Polskiej Animacji O!PLA -"Brązowy Tobołek Koziołka Matołka"] (2020) – za film Kicia Kocia poznaje strażaka.

- [Ogólnopolski Festiwal Polskiej Animacji O!PLA -"Złoty Tobołek Koziołka Matołka" ] (2024) – za film Kicia Kocia w kosmosie[1].